# Boris Šprem

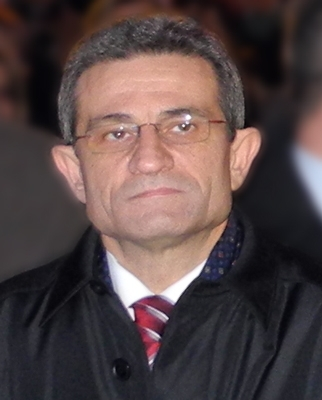
Boris Šprem (2012)

Boris Šprem (* 14. April 1956 in Koprivnica, Jugoslawien; † 30. September 2012 in Houston, USA) war ein kroatischer Politiker (SDP). Von 2011 bis zu seinem Tod war er Präsident des kroatischen Parlaments.